# Слободяник Геннадій Іванович
Геннадій Іванович Слободяник (10 вересня 1964, місто Сунжа, ЧІАРСР, СРСР) — доктор психологічних наук, кандидат медичних наук, професор катедри загальної клінічної фармації факультету фармації, професор катедри загальномедичних дисциплін та катедри медичної психології факультету медичної психології Інституту медичних та фармацевтичних наук МАУП, учасник російсько-української війни.

## Життєпис

### Освіта
Має три вищих освіти: медичну, педагогічну та психологічну (докторантура).
У 1981 році закінчив із золотою медаллю середню школу № 10 імені Героя СРСР П. П. Волкова міста Красноводськ.
У 1982 році вступив до Ярославського державного медичного інституту, в 1988 році з відзнакою закінчив Київський ордена Трудового Червоного прапору медичний інститут імені академіка О. О. Богомольця за спеціальністю педіатрія. У 2005 році закінчив з відзнакою Переяслав-Хмельницький державний педагогічний університет імені Г. Сковороди, спеціальність — вчитель біології, валеології та екології та докторантуру при МАУП (медична психологія).
Пройшов курси підвищення кваліфікації професорсько-викладацького складу при Київському медичному інституті ордена Трудового Червоного Прапору ім. акад. О. О. Богомольця з 09 грудня 1988 року по 24 березня 1989 року з педагогіки (школа молодого педагога); атестований при Київському державному інституті удосконалення лікарів за спеціальністю «Санологія» (лікар — спеціаліст); при Київській медичній академії післядипломної освіти ім. П. Л. Щупика, цикл спеціалізації: «Основи теорії та методики професійної освіти» в 2003 році. Атестований за спеціальністю «Психологія» при Міжрегіональній Академії управління персоналом та Міжнародному Відкритому Університеті міста Києва від 27 січня 2014 року; підвищення кваліфікації при Українській військово-медичній академії з 5 лютого по 10 березня 2015 року — курс допідготовки: «Актуальні питання медичного забезпечення військ в умовах збройного конфлікту», курси підвищення кваліфікації методистів ЗПО при НЕНЦ МОН України, 2019 рік. Спеціаліст вищої категорії МОНУ 2014, 2019, 2020 роки.

### Трудова діяльність
У 1988 - 1993 роках — асистент кафедри гістології Київського медичного інституту імені академіка О. О. Богомольця (з 1992 року Українського державного медичного університету імені академіка О. О. Богомольця). У 1993 - 1996 роках — асистент кафедри гістології, цитології та ембріології Медичного інституту УАНМ. У 1995 - 1996 роках — заступник начальника з наукових проблем СНІДу Національного комітету боротьби зі СНІДом та наркоманією при Президентові України, має восьмий ранг державного службовця. У 1996 - 2000 роках — старший викладач, доцент кафедри анатомії, гігієни та розвитку дитини Національного педагогічного університету імені М.Драгоманова. У 2000—2004 роках — доцент, начальник відділу з наукової роботи Київського медичного інституту  УАНМ, завідувач кафедри гістології, цитології та ембріології Київського медичного інституту УАНМ. У 2004 - 2005 роках — доцент кафедри гістології, цитології, медичної біології та патологічної анатомії Інституту Екології та Медицини, м. Київ. У 2005 - 2021 роках -  методист Дитячого оздоровчо-екологічного центру Оболонського району міста Києва. З 2018 року працює спортивним лікарем КДЮСШ "Олімп".                                                                                                                                                                                                          З 2З грудня 2018 року — доцент катедри медичної біології та теоретичної медицини факультету фармації МАУП, з 01 липня 2019 року професор катедри загальної та клінічної фармації та з 08 липня 2020 року професор катедри загальномедичних дисциплін Інституту медичних та фармацевтичних наук МАУП, з 30 серпня 2022 року професор катедри медичної психології Інституту медичних та фармацевтичних наук МАУП, м. Київ.

### Участь в російсько-українській війні
29 січня 2015 року був мобілізований, відповідно до Указу Президента України, на військову службу. Служив по 28 квітня 2016 року на посаді начальника медичної служби 40 окремої артилерійської бригади, майор медичної служби ЗСУ. З 15 червня по 26 червня 2016 року знаходився на бойових навчаннях в 1 окремій танковій бригаді на посаді ординатора операційного відділення медичної роти. Учасник антитерористичної операції на сході України, ветеран війни, особа з інвалідністю 2 групи внаслідок війни. З 25 лютого 2022 року ординатор медичної роти, з 27 лютого 2022 року начальник медичної служби Резервної роти, згодом Оперативно-тактичної групи роти "Койоти" 72 окремої механізованої бригади, Окремої ротної тактичної групи "Койот" 72 окремої механізованої бригади, з 07 травня. 2022 року - 05 жовтня 2022 року, начальник медичної служби — начальник медичного пункту 48 окремого стрілецького батальйону 72 ОМБр.

## Відзнаки та нагороди
- Подяка від Київської міської державної адміністрації: «За особисту мужність і патріотизм, відданість інтересам держави та українському народові, вагомий внесок у боротьбу за незалежність, єдність та територіальну цілісність України» від 14 жовтня 2015 р. з врученням відзнаки «Подяка. Київська міська державна адміністрація»;
- Подяка від Міністерства освіти і науки України, Національного медичного університету ім. О. О. Богомольця, Київського медичного університету: "За активну участь та підтримку міжнародних конференцій: «Формування особистості студента — майбутнього лікаря» від 22 березня 2017 р.,
- Подяка від Голови Оболонської РДА у м. Києві "За активну життєву позицію, вагомий особистий внесок у патріотичне виховання учнів закладів освіти Оболонського району та до Дня пам'яті та перемоги над нацизмом у Другій світовій війні 1939-1945 років" від 30.04.2024 р., розпорядження № 324.
- Грамота Міністерства оборони України: «За сумлінне виконання службових обов'язків у справі збереження здоров'я військовослужбовців та з нагоди Дня медичного працівника» № 41 від 16 червня 2015 р.
- Грамота Командира 1 Окремої танкової бригади: «За старанність, розумну ініціативу, зразкові показники при проходженні навчальних зборів оперативного резерву першої черги та участь в тактичних навчаннях частини з бойовою стрільбою!» від 24 червня 2016 р.
- Медаль «Захиснику вітчизни» від 14 жовтня 1999 р.;
- Медаль «Честь. Слава. Держава», за розпорядженням Київського міського голови № 720 від 12 жовтня 2015 р.;
- Медаль «За гідність та патріотизм» № 2607 від 13 жовтня 2016 р.;
- Медаль «Честь, Слава, Держава» від 14 червня 2017 р. за розпорядженням Київського міського голови № 423;
- Відзнака Президента України «70 років визволення України від фашистських загарбників» від 28 жовтня 2014 р.;
- Відзнака «За службу державі» № 721 від 23 серпня 2016 р.;
- Відзнака Президента України «За участь в антитерористичної операції». 2016 р.
- Відзнака «За служіння Богу і Україні» № 088 від 11 листопада 2015 р.;
- Пам'ятний знак "Патріот України" від 21 листопаду 2019 р.
- Відзнака ВГО ЗСУ «Учасник АТО» від 06 травня 2016 р.

## Науковий доробок
Автор та співавтор вісімнадцяти книг, посібників та підручників, зокрема
- "Способи консервації трупів(історія питання, методи, приладдя)". «Раритет», К. -2004 р.- С. 154. УДК 616—091.7, ББК 52.5., ISSN 966-96341-4-8. Книга.
- "Виховний простір позашкільного навчального закладу, як важливий чинник соціалізації дітей та молоді", Слободяник Г. І., Герасімова А. С. та ін., 2009 р. Книга.
- "Оптимізація виховного потенціалу позашкільного навчального закладу", Слободяник Г. І. та ін., 2012 р. Книга.
- "Основи тактичної медицини".Тітов І. І., Голуб В. В., Колосовський С. О., Вихло В. В., Слободяник Г. І..Багрій М. М., Луців І. В.. Вінниця, -2015, р. - С.64. УДК 614.88..ББК 51.1(4УКР)23., ISSN 978-966-2073-21-8. Військовий посібник.
- "Організація та надання медичної допомоги у зонах проведення бойових дій (АТО, ООС) військовослужбовцям при гострих захворюваннях, травмах у військових частинах, бригадах, закладах", Слободяник Г. І., 2016 р. Військовий збірник.
- "Організація та надання медичної допомоги військовослужбовцям у зонах проведення бойових дій (АТО, ООС)". Слободяник Г.І. КПДЮ. К., - 2019,р. - С.80. УДК 614.88.1., ББК 51.1.2. Книга.
- "Альманах роботи позашкільного закладу Дитячий оздоровчо-екологічний центр (1994—2015 рр.)", Слободяник Г. І., Герасімова А. С., 2020 р. Книга.
- "Дитячий оздоровчо-екологічний центр - сучасний позашкільний заклад культури здоров'я та духовності (період роботи 2006—2015 роки)",. Слободяник Г. І.. Герасімова А. С., Науменко Р. А., Павленко Л. І., 2020 р. Книга.
- "Історія створення та роботи Дитячого оздоровчо-екологічного центру Оболонського району міста Києва", К.,Слободяник Г.І. 2020 р. Книга.
- "Еміль Теодор Кохер та сучасна українська медицина", Слободяник Г. І., 2020 р. УДК 930.1.4.2
- "Підготовка офіцерів запасу медичної служби з курсом тактичної медицини". Слободяник Г. І., Нікітюк О. В., Діденко Л. В., 2020 р., 400 с., Київ. Книга.
- "Клеточная биология человека". Краткое учебное пособие. Слободяник Г. И., Киев. 33 с., УДК 576.013.1. Киев. 2020 г. Пособие для студентов..
- "Еміль Теодор Кохер: Щвейцарський хірург, вчений, педагог, медик". Слободяник Г.І, Ігнатіщев М.Р., Коляденко Н.В. Київ. 2021 р. Книга.
- "Посібник з надання першої долікарської та лікарської допомоги військовослужбовцям Збройних Сил України при COVID - 19 (SARS CoV - 2)". Слободяник Г.І., Дьякова Л.Ю., Джан Т.В., Нікітюк О.В., Черноусан В.М. 2021 р., Київ, 37 с. Посібник для лікарів..
- "Екстрена та невідкладна медицина. Перша долікарська та лікарська допомога". Слободяник Г.І., Київ, 2021 р. 168 С..Навчальний підручник.
- "Основи підготовки офіцерів медичної служби запасу з курсом тактичної медицини". Слободяник Г. І., Нікітюк О. В. 2020 р., МАУП. Київ. 240 с. Навчальний посібник.
- "Клітина біологія людини". Слободяник Г.І., Джан Т.В., Дьякова Л.Ю., Ігнатіщев М.Р.., Паршиков В.О., Київ. 2022 р. Навчальний підручник.
- "Лабораторний журнал для практичних та самостійних занять дисципліни "Анатомія людини". Джан Т.В., Слободяник Г.І., Ігнатіщев М.Р., Київ. 2024 р. Лабораторно-практичний журнал.

Серед доробку вченого 735 наукових статей та методичних розробок, шість монографій.